# Waly (Burkina Faso)
Pour les articles homonymes, voir Waly.
Waly est un village du département et la commune rurale de Koumbia, situé dans la province du Tuy et la région des Hauts-Bassins au Burkina Faso.

## Géographie
Le village se trouve à 2 km au sud de Koumbia et de la route nationale 1.

## Éducation et santé
Le centre de soins le plus proche de Waly est le centre de santé et de promotion sociale (CSPS) de Koumbia.